# SuperBob
A SuperBob 2015-ben bemutatott brit film, amelyet Jon Drever rendezett.
A forgatókönyvet William Bridges, Brett Goldstein és Jon Drever írta. A producerei Wayne Marc Godfrey, Robert Jones és Jon Drever. A főszerepekben Brett Goldstein, Catherine Tate, Natalia Tena, Laura Haddock és Ruth Sheen láthatók. A film gyártója a Grain Media, forgalmazója a Signature Entertainment. Műfaja filmvígjáték.
Az Egyesült Királyságban 2015. január 24-én mutatták be a mozikban. Magyarországon a Cinemax mutatta be 2016. március 28-án.

## Szereplők
| Szereplő         | Színész             | Magyar hang     |
| ---------------- | ------------------- | --------------- |
| Bob              | Brett Goldstein     | Dévai Balázs    |
| Theresa          | Catherine Tate      | Pálfi Kata      |
| Dorris           | Natalia Tena        | Parti Nóra      |
| June             | Laura Haddock       | Bánfalvi Eszter |
| Pat              | Ruth Sheen          | Egri Márta      |
| David            | David Harewood      | Galambos Péter  |
| Barry            | Ricky Grover        | Hannus Zoltán   |
| Postás           | Joe Wilkinson       | Ács Norbert     |
| önmaga           | Jon Drever          | Ágoston Péter   |
| Darren           | Rizwan Shebani      | Jakab Márk      |
| Maureen          | Lorna Gayle         | Réti Szilvia    |
| Joe              | Matthew Steer       | Kovács Lehel    |
| Jackson szenátor | Martin McDougall    | Epres Attila    |
| Javier           | Christian Contreras | Géczi Zoltán    |
| Lisa             | Camilla Beeput      | Dobó Enikő      |
| Tomas            | Louis Saint-Juste   | Kajtár Róbert   |